# Roberto Leher

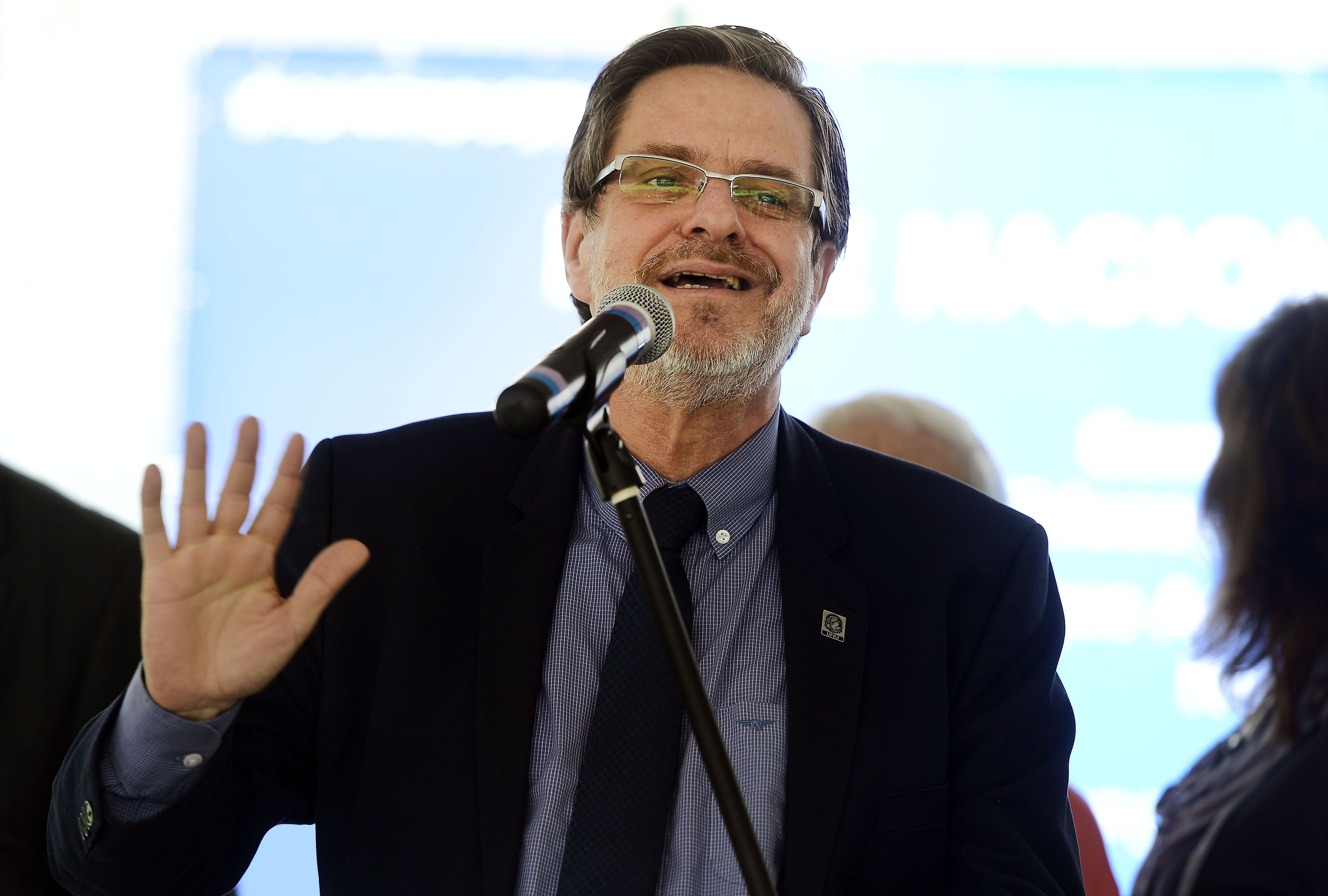
Roberto Leher, 2016

Roberto Leher (* 1961) ist ein brasilianischer Erziehungswissenschaftler und aktueller Rektor der Universidade Federal do Rio de Janeiro.

## Leben
Leher graduierte in Biologie an der Universidade Federal do Rio de Janeiro (UFRJ) 1984. Er wechselte dann von 1985 bis 1989 an die Universidade Federal Fluminense (UFF) in Niterói für das Fach Erziehungswissenschaft und erhielt seine Lehrbefugnis mit der Arbeit Qualificação do trabalho. Um estudo em biotecnologia 1989. Zudem wurde er an der Universidade de São Paulo (USP) in Erziehungswissenschaft mit der Doktorarbeit Da ideologia do desenvolvimento à ideologia da globalização. A educação como estratégia do Banco Mundial para alívio da pobreza 1998 promoviert. Er ist Titularprofessor an der Erziehungswissenschaftlichen Fakultät der UFRJ, der er seit 1988 angehört, zugleich betreut er das Postgraduiertenprogramm in diesem Fach. Er ist Mitglied diverser Redaktionen, darunter der Zeitschriften Educação e Sociedade, Margem Esquerda, Outubro, Temporalis, Trabalho Necessário, Humanidades aus Costa Rica oder der Universidade e Sociedade.
Er wurde am 7. Mai 2015 zum 28. Rektor der Bundesuniversität von Rio de Janeiro gewählt und trat sein Amt am 3. Juli 2015 neben Denise Nascimento als Vizerektorin an.
Während seiner Amtsdauer brannte das Nationalmuseum ab, das der UFRJ angegliedert ist. Leher wurde unter anderem dafür kritisiert, dass der Etat für das Museum geringer als die Ausgaben für den Lohn des Rektors ist.

## Schriften (Auswahl)
Leher veröffentlichte zahlreiche Beiträge analytischer und programmatischer Art zum Bildungswesen insbesondere Brasiliens, dazu ist er Herausgeber und Mitherausgeber bildungspolitischer Werke.
- mit Mariana Setúbal (Hrsg.): Pensamento crítico e movimentos sociais. Diálogos para uma nova práxis. Cortez, São Paulo, SP 2005, ISBN 85-249-1174-3.
- (Hrsg.): Por una reforma radical de las universidades latinoamericanas. Homo Sapiens Ediciones, Rosario 2010, ISBN 978-950-808-610-5 (Online, spanisch).
- mit Inny Accioly (Hrsg.): Commodifying Education: Theoretical and Methodological Aspects of Financialization of Education Policies in Brazil. Sense Publishers, Rotterdam 2016, ISBN 978-94-6300-582-1.